# Слуцький Гостинець (станція метро)
Слуцький Гостинець (біл. Слуцкі Гасцінец) — станція Зеленолузької лінії Мінського метрополітену.

## Історія

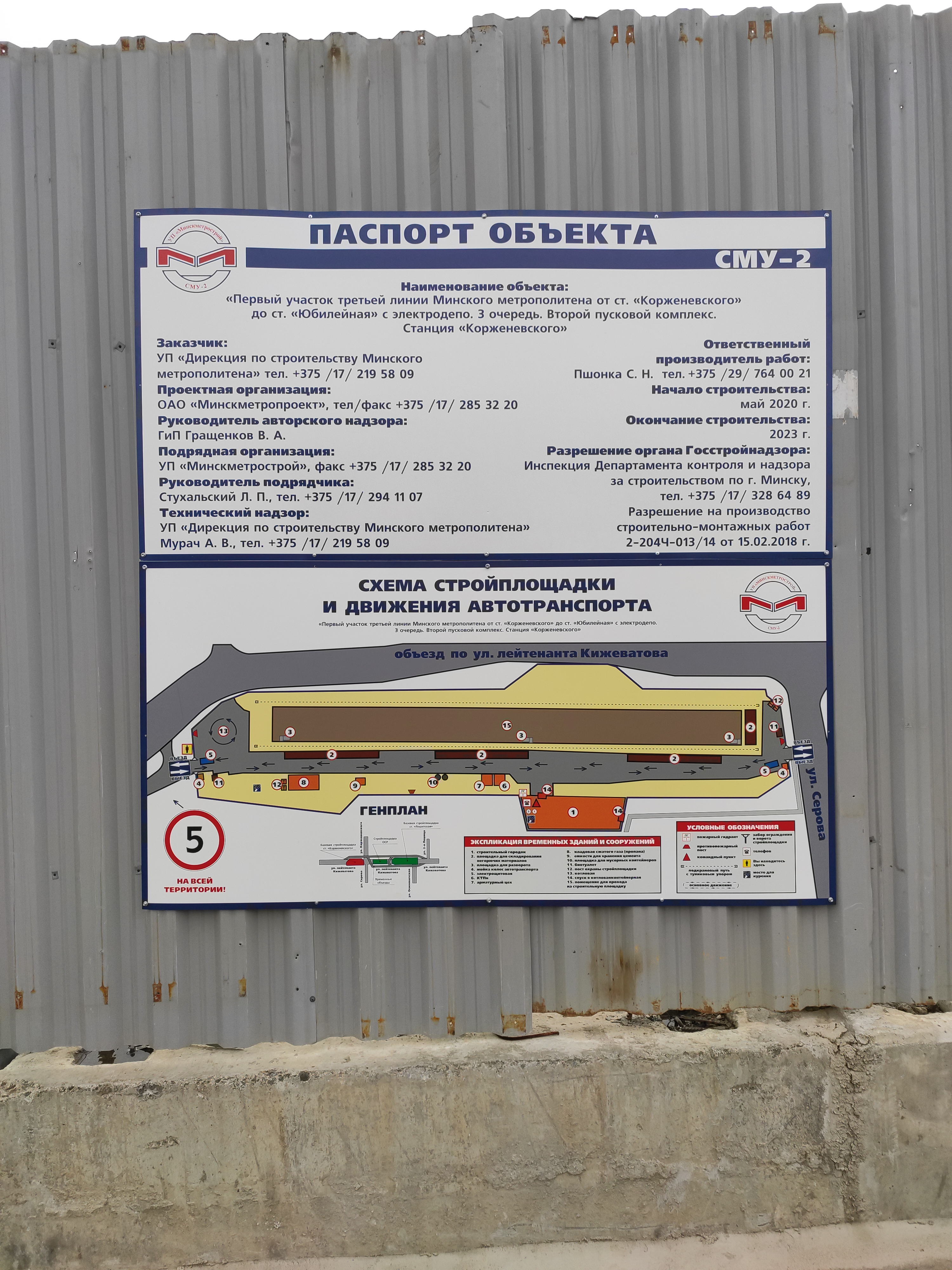
Паспорт об'єкта (2020 рік)

Будівництво станції розпочалося у 2018 році, яке завершили у 2024 році.
30 грудня 2024 року станція «Слуцький Гостинець» введена в експлуатацію та відкрита для пасажирів.